# 白子 (企業)
株式会社白子（しらこ）は、日本の食品メーカー。白子のりのブランドが著名で、海苔及び海苔加工品のシェアは全国有数である。社名の白子は創業者、白子紋蔵の名字に因む。
CMキャラクターは四半世紀以上の長きにわたり伊東四朗が務めており、彼の息子である伊東孝明と共演したバージョンも製作された。

## 沿革
- 1869年 - 創業
- 1939年 - 合資会社白子清次郎商店設立
- 1943年 - 株式会社に改組
- 1965年 - 商号を株式会社白子に変更

## 事業所
- 本社 - 東京都江戸川区中葛西七丁目5番9号
- 支店 - 札幌・仙台・前橋・東京・名古屋・大阪・広島・福岡・ニューヨーク・ロサンゼルス
- 工場
  - 榛名工場 - 群馬県北群馬郡榛東村山子田2504-1
  - 大阪工場 - 大阪府東大阪市水走1-12-16

## 主な商品
- 海苔
- お茶漬け（お茶漬けサラサラ）
- ふりかけ
- 炊き込みご飯・雑炊の素
- レトルトカレー
- 瓶詰め佃煮

など

## スポンサー番組
- スーパーテレビ情報最前線
- 1億人の大質問!?笑ってコラえて!（2007年4月～2009年3月）
- 火曜サスペンス劇場（一時期降板あり）
- AKB48のオールナイトニッポン（毎年10月～12月）
- 伊東四朗・吉田照美 親父熱愛（毎年10月～12月）
- 月曜ロードショー

## イメージキャラクター
- 伊東四朗

## 関連会社
- 株式会社旭洋
- 株式会社ベルサンテ
- 南通太陽食品有限公司